# پودوناوتسی
پودوناوتسی (به صربی: Podunavci) یک منطقهٔ مسکونی در صربستان است که در ورنگاچکا بانگا واقع شده‌است. پودوناوتسی ۷٫۴۸ کیلومتر مربع مساحت و ۱٬۵۰۲ نفر جمعیت دارد و ۱۶۸ متر بالاتر از سطح دریا واقع شده‌است.